# 佐賀市立城北中学校
佐賀市立城北中学校（さがしりつ じょうほくちゅうがっこう）は、佐賀県佐賀市高木瀬西三丁目にある公立の中学校。

## 概要
歴史
1965年（昭和40年）に佐賀市立中学校2校（高木瀬・鍋島）が統合の上、創立。2025年（令和7年）に創立60周年を迎える。
校名の由来
佐賀城の北側に位置していることから。
学校教育目標
「豊かな心」と「向上心」の強い生徒の育成
校章
五芒星を背景にして、中央に校名の「城北」（縦書き）の文字を配している。
校歌
歌詞は3番まであり、各番の歌詞中に校名の「城北中学」が登場する。
通学区域
- 佐賀市立高木瀬小学校区
- 佐賀市立若楠小学校区

ただし、以下の小学校区の一部は承認校となっている。
- 佐賀市立神野小学校区（一部）

## 沿革
前史
- 1947年（昭和22年）
  - 4月1日 - 学制改革（六・三制の実施）により、以下の新制中学校2校が創立。
    - 高木瀬村立高木瀬中学校（高木瀬村立高木瀬小学校に併設）
    - 鍋島村立鍋島中学校（鍋島村立鍋島小学校に併設）

  - 5月3日 - 開校式を挙行。
- 1954年（昭和29年）10月1日 - 佐賀市との合併により、以下のように改称。
  - 「佐賀市立高木瀬中学校」
  - 「佐賀市立鍋島中学校」

統合・城北中学校
- 1965年（昭和40年）
  - 4月1日 - 以上2校を統合の上、仮称「佐賀市立第七中学校」が設置される。
  - 8月10日 - 「佐賀市立城北中学校」（現校名）に改称。
- 1983年（昭和58年）
  - 3月31日 - 佐賀市立鍋島中学校（二代目）新設により、鍋島地区の生徒を分離。
  - 4月20日 - 創意工夫育成功労学校として科学技術庁長官表彰を受ける。

## 主な部活動
体育系
- 野球部
- サッカー部
- 陸上部
- ソフトテニス部（男・女）
- バスケットボール部（男・女）
- バレーボール部（男・女）
- 卓球部（男・女）
- 剣道部
- 新体操部
- 硬式テニス部

文化系
- 美術部
- 吹奏楽部
- 合唱部

## 著名な卒業生
- 内山俊哉（アナウンサー）
- 牧瀬里穂（女優）

## 交通アクセス
最寄りの鉄道駅
- JR九州 長崎本線 「鍋島駅」・「佐賀駅」

最寄りのバス停留所
- 佐賀市営バス 佐賀記念病院行き 「運輸支局西」又は「北陵高校前」停留所

最寄りの幹線道路
- 佐賀県道248号鍋島停車場東山田線

## 周辺
- なべしま幼稚園おひさまハウス
- 佐賀大学医学部（旧佐賀医科大学）
- 佐賀大学医学部附属病院

## 参考資料
- 「佐賀市史 第五巻 (近代編 明治期) (PDF) 」（1981年（昭和56年）2月21日, 佐賀市） 五.教育と文化（現代（昭和後期）） - 佐賀市ウェブサイト